# Ляды (Карачевский район)
Ляды — опустевшая деревня в Карачевском районе Брянской области в составе Песоченского сельского поселения.

## География
Находится в восточной части Брянской области на расстоянии приблизительно 18 км по прямой на север-северо-восток от районного центра города Карачев.

## История
Упоминалась с XVIII века, бывшее владение Барманского и других. В середине XX века работал колхоз «Красный земледелец». В 1866 году здесь (деревня Карачевского уезда Орловской губернии) было учтено 18 дворов. По состоянию на 2020 год опустела.

## Население
Численность населения: 151 человек (1866 год), 0 человек в 2002 году, 3 в 2010.